# Schirmmoose
Die Schirmmoose (Splachnum) sind eine Gattung von Laubmoosen aus der Familie Splachnaceae.

## Merkmale
Die Moose haben breit eiförmige bis selten lanzettliche, ganzrandige oder gesägte Blätter mit einfacher, vor der Blattspitze endender Rippe. Die Seta ist lang und dünn, die Theka (Urne, Teil der Sporenkapsel, der die Sporen enthält) eiförmig bis kurz zylindrisch, die Apophyse (Kapselhals) normalerweise aufgeblasen, eiförmig bis schirmförmig und anders gefärbt als die Theka: weißlich, gelb, rötlich, violett oder schwärzlich. Die Kolumella (zentrale Säule in der Sporenkapsel) überragt nach dem Ablösen des Deckels die Kapselmündung. Peristomzähne sind meist paarig verbunden.
Die Arten siedeln gewöhnlich auf tierischem Dung in Mooren.

## Systematik
Weltweit gibt es 11 Arten, die überwiegend auf der Nordhalbkugel vorkommen.
In Deutschland, Österreich und der Schweiz sind 2 Arten vertreten:
- Splachnum ampullaceum, Flaschenfrüchtiges Schirmmoos
- Splachnum sphaericum, Kugelfrüchtiges Schirmmoos

Weitere europäische Arten sind:
- Splachnum luteum
- Splachnum melanocaulon
- Splachnum pensylvanicum
- Splachnum rubrum
- Splachnum vasculosum